# Raszków (gmina)
Raszków – gmina miejsko-wiejska w województwie wielkopolskim, w powiecie ostrowskim z siedzibą w Raszkowie. W latach 1975–1998 miasto administracyjnie należało do województwa kaliskiego.
Według danych z 1 stycznia 2024 roku gmina liczyła 11 433 mieszkańców.

## Położenie
Według danych z 1 stycznia 2024 roku powierzchnia gminy Raszków wynosiła 134,57 km².
Gmina położona jest w południowej części Wielkopolski na Wysoczyźnie Kaliskiej, w paśmie makroregionu Niziny Południowowielkopolskiej.

## Środowisko naturalne

### Lasy
W 2024 roku powierzchnia lasów na terenie gminy wynosiła 878 ha, co stanowi lesistość na poziomie 6,5%.

### Formy ochrony przyrody
- obszar chronionego krajobrazu Dąbrowy Krotoszyńskie Baszków–Rochy (9800 ha na terenie gminy):
  - obszar ochrony siedlisk roślin i zwierząt,
  - obszar ochrony ptaków,
- obszary Natura 2000;
- pomnik przyrody – sosna czarna w Przybysławicach.

## Demografia

### Ludność

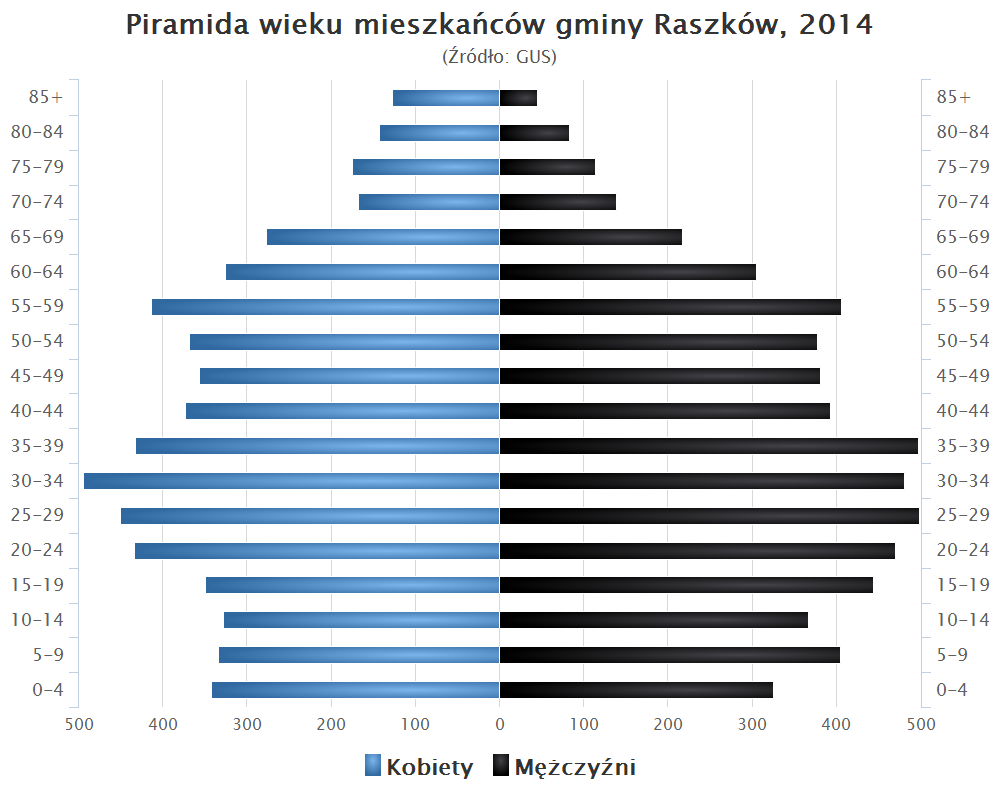
Piramida wieku mieszkańców gminy Raszków w 2014 roku

| Liczba mieszkańców gminy Raszków wg GUS | Liczba mieszkańców gminy Raszków wg GUS | Liczba mieszkańców gminy Raszków wg GUS | Liczba mieszkańców gminy Raszków wg GUS | Liczba mieszkańców gminy Raszków wg GUS |
| Rok (stan na 1 stycznia)                | Liczba ludności                         | Przyrost                                | Gęst. zaludnienia [os./km²]             | Powierzchnia [km²]                      |
| --------------------------------------- | --------------------------------------- | --------------------------------------- | --------------------------------------- | --------------------------------------- |
| 2012                                    | 11 786                                  | –                                       | 88                                      | 134,57                                  |
| 2013                                    | 11 812                                  | 26                                      | 88                                      | 134,57                                  |
| 2014                                    | 11 833                                  | 21                                      | 88                                      | 134,57                                  |
| 2015                                    | 11 835                                  | 2                                       | 88                                      | 134,57                                  |
| 2016                                    | 11 829                                  | 6                                       | 88                                      | 134,57                                  |
| 2017                                    | 11 875                                  | 46                                      | 88                                      | 134,57                                  |
| 2018                                    | 11 893                                  | 18                                      | 88                                      | 134,57                                  |
| 2024                                    | 11 433                                  | 460                                     | 85                                      | 134,57                                  |

Dane z 30 czerwca 2004:
| Opis                              | Ogółem | Ogółem | Kobiety | Kobiety | Mężczyźni | Mężczyźni |
| --------------------------------- | ------ | ------ | ------- | ------- | --------- | --------- |
| Jednostka                         | osób   | %      | osób    | %       | osób      | %         |
| Populacja                         | 11 218 | 100    | 5623    | 50,1    | 5595      | 49,9      |
| Gęstość zaludnienia [mieszk./km²] | 83,4   | 83,4   | 41,8    | 41,8    | 41,6      | 41,6      |

## Zabytki i miejsca historyczne
| Miejscowość    | Nazwa                                                                     | Wybudowany      | Zdjęcie | Wpis do rejestru zabytków   |
| -------------- | ------------------------------------------------------------------------- | --------------- | ------- | --------------------------- |
| Bugaj          | Pałac i park                                                              | XX w.           |         | 455/A z 16.07.1988          |
| Janków Zaleśny | Kościół pw. św. Wojciecha (w stylu neoromańskmi)                          | 1905−1907       |         | 490/A z 14.12.1987          |
| Koryta         | Kościół pw. św. Mikołaja i MB Szkaplerznej                                | ok. 1800        |         | brak                        |
| Pogrzybów      | Kościół pw. św. Katarzyny Aleksandryjskiej                                | 1801−1806       |         | kl.IV-73/55/54 z 19.05.1954 |
| Przybysławice  | Pałac i park (pałac należał dawniej do rodu Karnkowskich i Niemojowskich) | XVIII w.        |         | brak                        |
| Raszków        | Układ urbanistyczny wraz z archeologicznymi warstwami osadniczymi         | XV–XIX w        |         | 670/A z 15.04.1993          |
| Skrzebowa      | Ruiny kaplicy pw. Zwiastowania NMP Loretańskiej                           | k. XVI w., 1663 |         | 888/Wlkp/A z 12.03.2013     |
| Skrzebowa      | Teren cmentarza                                                           | Lata 30. XIX w. |         | 888/Wlkp/A z 12.03.2013     |
| Skrzebowa      | Kościół pw. Zwiastowania Pańskiego (w stylu neoromańskmi)                 | 1936–1937       |         | brak                        |

## Gospodarka
Gmina Raszków ma charakter rolniczy, użytki rolne zajmują blisko 90% w stosunku do całkowitej powierzchni gminy. W 2019 roku na terenie gminy w rejestrze REGON zarejestrowanych było 1151 podmiotów gospodarczych; dochód gminy na jednego mieszkańca wynosił 4800 zł.

## Miejscowości
Miejscowości wg TERYT:
Miasto: Raszków
Sołectwa: Bieganin, Bugaj, Drogosław, Głogowa, Grudzielec, Grudzielec Nowy, Janków Zaleśny, Jaskółki, Jelitów, Józefów, Koryta, Korytnica, Ligota, Moszczanka, Niemojewiec, Pogrzybów, Przybysławice, Radłów, Rąbczyn, Skrzebowa, Sulisław, Szczurawice, Walentynów
Części wsi: Bieganinek (część wsi Bieganin), Florek (część wsi Janków Zaleśny), Majchry (część wsi Janków Zaleśny), Nychy (część wsi Janków Zaleśny), Raszkówek (część wsi Moszczanka)

## Sąsiednie gminy
| Gmina               | Powiat       | Województwo   |
| ------------------- | ------------ | ------------- |
| Dobrzyca            | pleszewski   | wielkopolskie |
| Krotoszyn           | krotoszyński | wielkopolskie |
| Ostrów Wielkopolski | ostrowski    | wielkopolskie |
| Ostrów Wielkopolski | ostrowski    | wielkopolskie |
| Pleszew             | pleszewski   | wielkopolskie |